# نيلسون بريزويلا
نيلسون بريزويلا (بالإسبانية: Nelson Brizuela)‏ هو مدرب كرة قدم ولاعب كرة قدم باراغواياني، ولد في 10 يناير 1950 في انكارناسيون في باراغواي. شارك مع منتخب باراغواي لكرة القدم. أما مع النوادي، فقد لعب مع ميونيسيبال ونادي غواراني.